# Stanley Colville
Sir Stanley Cecil James Colville (21. února 1861 Londýn – 9. dubna 1939) byl britský admirál. Patřil ke staré skotské šlechtě a příslušníkem Royal Navy byl od svých patnácti let. Vyznamenal se statečností ve válkách na různých místech britské koloniální říše a rychle postupoval v hodnostech. V roce 1914 byl jmenován admirálem a za první světové války byl jedním z velitelů v Severním moři. Svou kariéru završil jako první námořní pobočník krále, byl též nositelem několika britských státních vyznamenání.

## Životopis
Pocházel ze starého skotského rodu, který od roku 1604 užíval titul lorda. Narodil se jako mladší syn nejvyššího lovčího Charlese Colvilla, 10. barona Colvilla (1818–1903), povýšeného později na vikomta. Jako mladší syn barona užíval titul Honourable. Studoval na Marlborough College, v roce 1874 nastoupil na výcvikovou loď HMS Britannia a od roku 1876 jako praporčík sloužil ve Středomoří, později v Lamanšském průlivu. Od roku 1879 sloužil u námořní základny na Mysu Dobré naděje a na souši se zúčastnil války proti Zulům. Za účast na bombardování Alexandrie byl v roce 1882 povýšen na poručíka, později znovu sloužil na souši v expedici vyslané na pomoc generálu Gordonovi. V roce 1892 byl povýšen na komandéra a v roce 1896 převzal velení dělových člunů ve Středomoří. Po těžkém zranění u břehů Súdánu byl povýšen na kapitána a obdržel Řád lázně (1896).
V letech 1897–1898 působil jako námořní poradce na ministerstvu války, poté sloužil u námořní základny v Čínském moři a od roku 1902 byl náčelníkem štábu Středomořské flotily, téhož roku získal Viktoriin řád. V roce 1905 převzal v Atlantiku velení zcela nové bitevní lodi HMS Hindustan s posádkou 777 mužů, téhož roku byl jmenován námořním pobočníkem krále Eduarda VII. V roce 1906 byl povýšen na kontradmirála, později v rámci Home Fleet převzal velení 1. křižníkové eskadry v Lamanšském průlivu (1909–1911). V roce 1911 byl jmenován viceadmirálem a v letech 1912–1914 velel 1. bitevní eskadře u Home Fleet, v roce 1912 také obdržel rytířský kříž Řádu lázně s nárokem na šlechtický titul Sir. Na začátku první světové války byl jmenován velitelem na Orknejích a Shetlandách (1914–1916), zároveň se v roce 1914 stal admirálem. V letech 1916–1919 zastával funkci velitele Portsmouthu, kde vztyčil svou vlaku na slavné lodi HMS Victory. Kariéru završil jako první námořní pobočník krále Jiřího V. (1919–1922; s králem Jiřím ještě jako s princem waleským sloužil v mládí v severní Americe). V závěru kariéry obdržel velkokříž Řádu sv. Michala a sv. Jiří (1919) a velkokříž Řádu lázně (1922).

## Rodina
V roce 1902 se v Londýně oženil s Adelaide Meade (1877–1960), dcerou velkoadmirála 4. hraběte z Clanwilliamu. S ohledem na postavení Colvillů (Stanleyho otec byl mimo jiné dlouholetým nejvyšším komořím královny Alexandry) se svatby zúčastnila i královská rodina. Z manželství se narodili čtyři synové, všichni sloužili v armádě nebo u námořnictva. Z nich Edward Charles Colville (1905–1982) dosáhl hodnosti generálmajora, nejmladší Frederick James Colville (1913-1940) padl v bitvě u Dunkerque.
Stanleyho starší bratr Charles William Colville, 2. vikomt Colville (1854–1928), v mládí sloužil v armádě a byl mimo jiné vojenským tajemníkem kanadského generálního guvernéra, v roce 1903 jako dědic peerského titulu vikomta vstoupil do Sněmovny lordů. Mladší bratr George Charles Colville (1867–1943) byl právníkem a v roce 1930 šerifem hrabství Londýn. Sestra Blanche (1857–1940) byla manželkou kontradmirála Richarda Fredericka Brittena (1843–1910).